# 카일 키네인

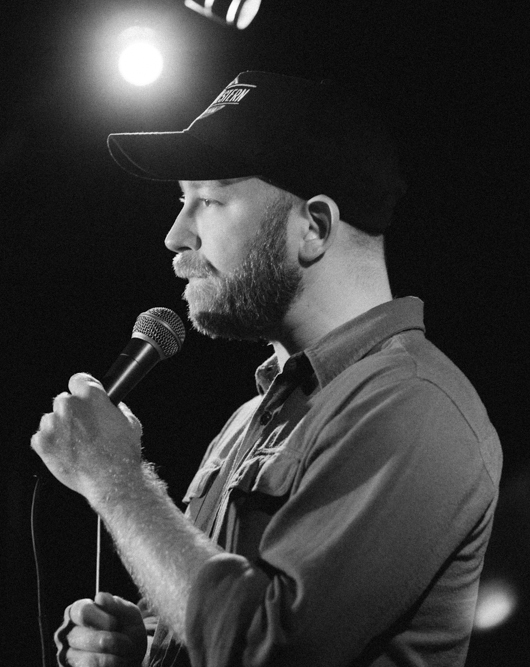
2013년 모습

카일 키네인(Kyle Christian Kinane, 1976년 12월 23일 ~ )은 미국의 스탠드업 코미디언, 배우이다.
미국에서 태어났다.

## 출연 작품

### 영화
- 퍼니 피플 (2009)
- 에픽: 숲속의 전설 (2013) - 애니메이션
- 하우스 (2017)

### 텔레비전
- Last Call with Carson Daly (2007-16)